# Slim Amamou
Slim Amamou (*1977) je tuniský blogger a člen Pirátské strany Tuniska. Byl uvězněn během protestů vedoucích k Jasmínové revoluci. Po propuštění byl 17. ledna 2011 jmenován státním tajemníkem pro mládež a sport. Z funkce odstoupil 25. května 2011. Rezignoval na svou funkci na protest proti přechodné vládě pro cenzuru několika webových stránek na žádost armády.
Vystudoval vysokou školu v Tunisku (Université de Sousse). Je proti cenzuře internetu.